# 缘脉菝葜
缘脉菝葜（学名：Smilax nervomarginata），为百合科菝葜属下的一个植物种。